# Douglas-C-47-Wrack (Kaş)

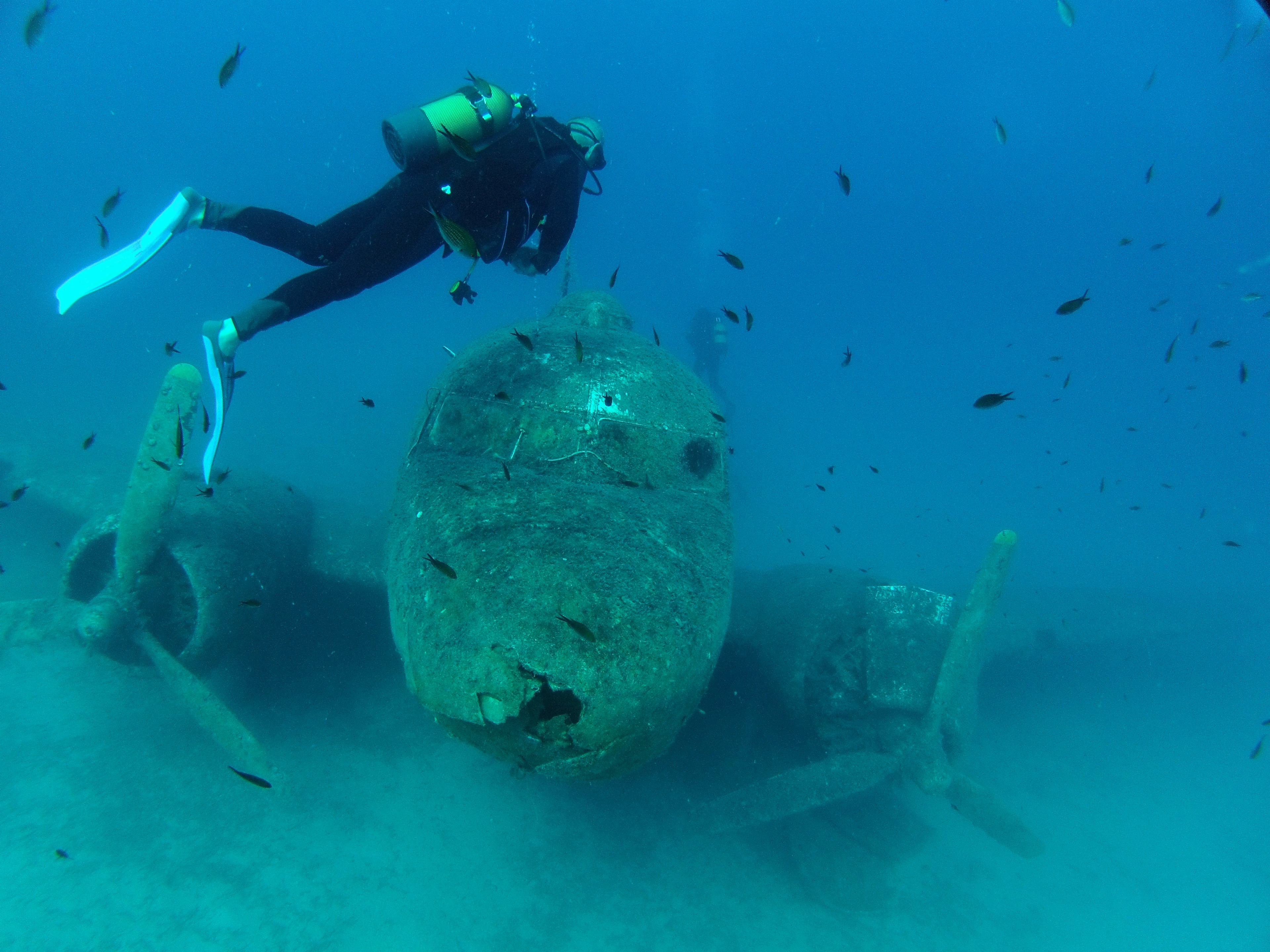
Frontansicht der C-47 in der Bucht von Kaş

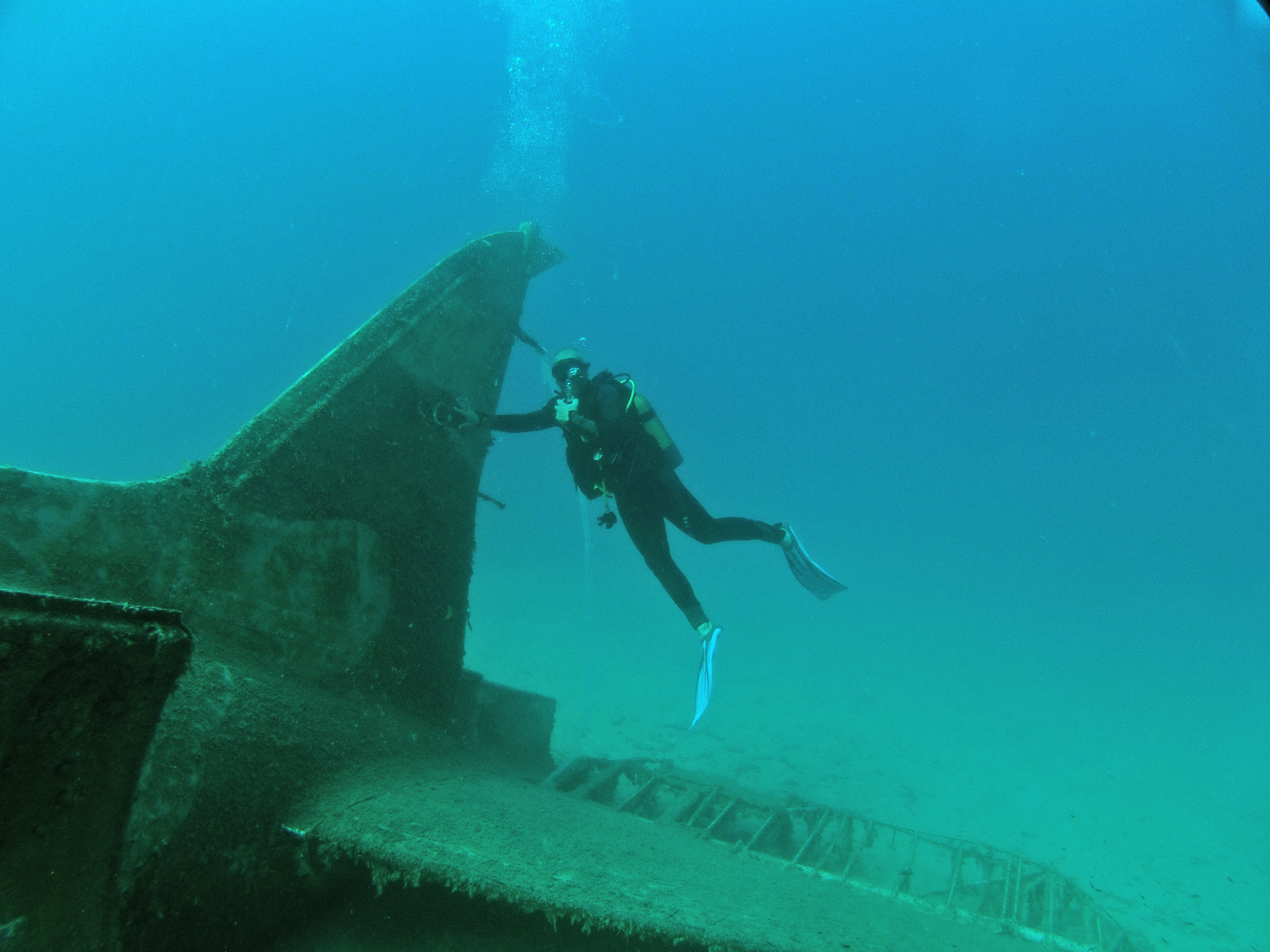
Leitwerk der C-47

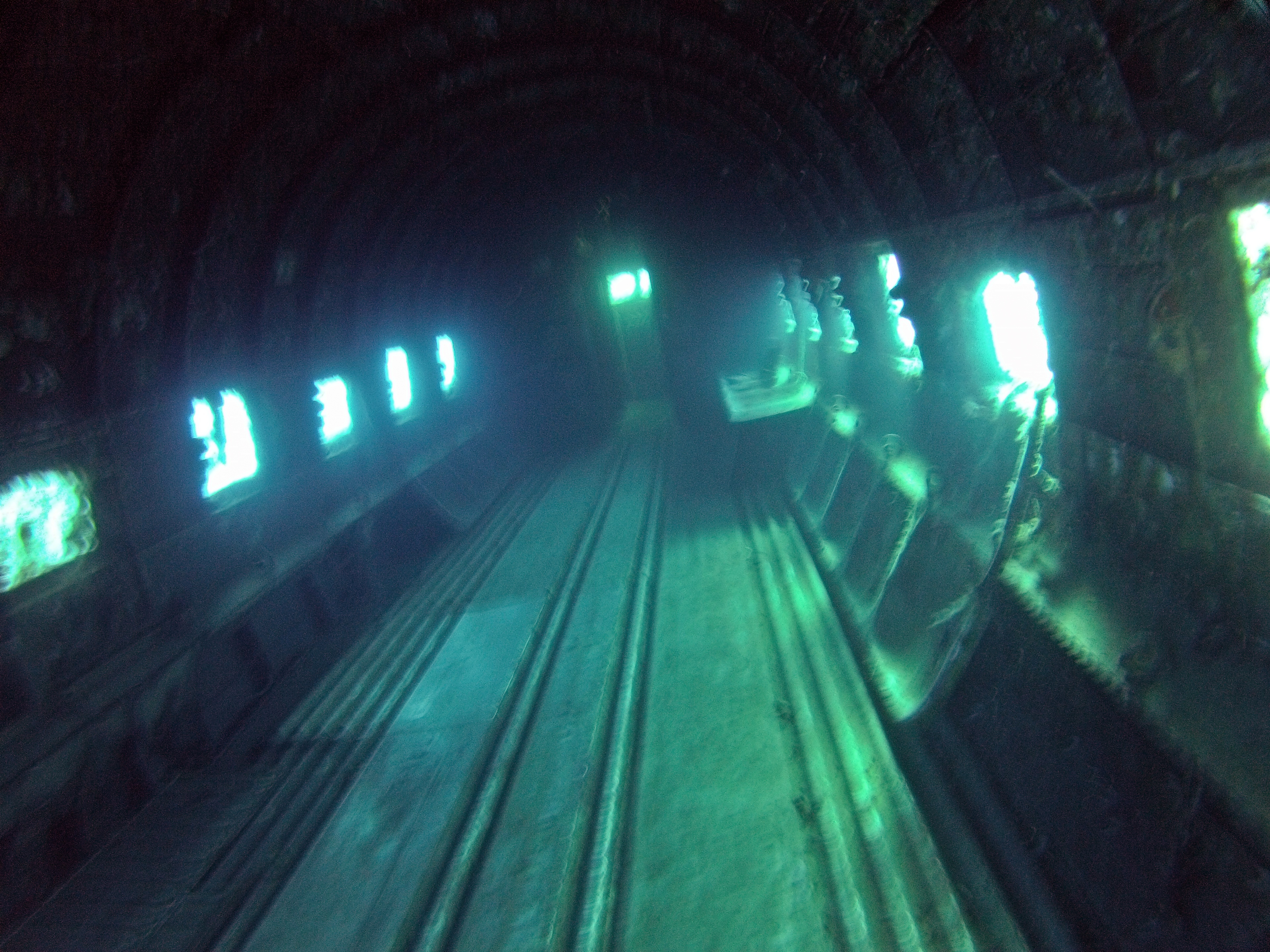
Frachtraum mit den ehemaligen Sitzbänken für die Fallschirmspringer

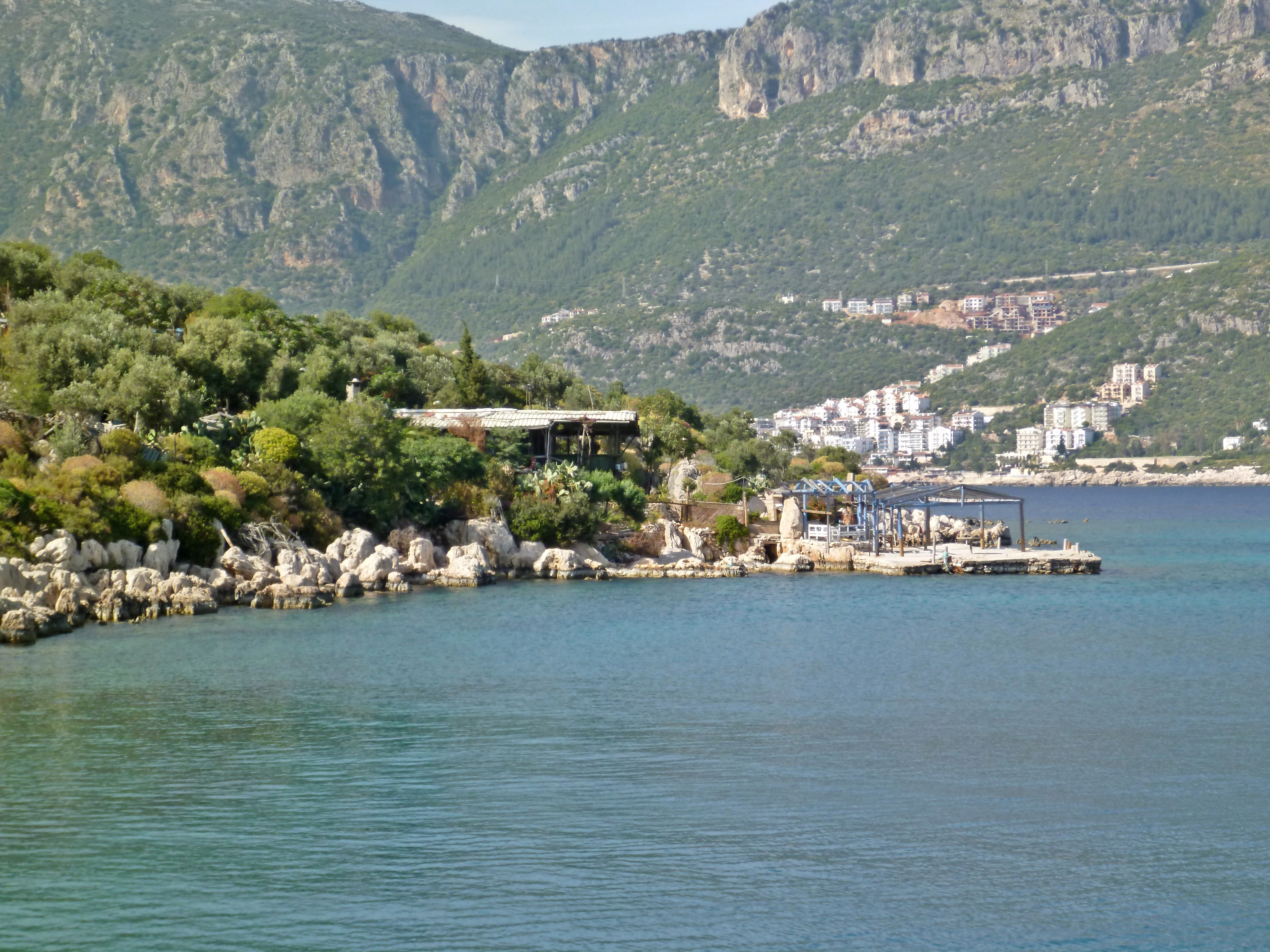
Tauchplatz mit den Gebäuden der ehemaligen Aquakultur

Das Wrack einer Douglas C-47 Skytrain wurde am 1. Juli 2009 in der Bucht von Kaş an der türkischen Mittelmeerküste für Taucher versenkt. Das Wrack ist heute einer von etwa 30 Tauchplätzen in der Bucht von Kaş.

## Flugzeug
Bei der C-47 Skytrain handelt es sich um die militärische Ausführung der Douglas DC-3. Die C-47 diente als Transporter zur Ausbildung von Fallschirmspringern der türkischen Luftwaffe. Sie wurde nach der Ausmusterung einer  Tauchbasis in Kaş geschenkt. Mit Hilfe des Flugzeuges sollte in der Bucht ein neues künstliches Riff entstehen. Weiterhin sollte durch die Versenkung eine weitere Tauchattraktion in Kaş geschaffen werden. Das Flugzeug wurde am 1. Juli 2009 versenkt und liegt heute weitgehend intakt in etwa 20 Metern Wassertiefe auf dem sandigen Meeresboden. Durch die offene Seitenluke ist auch der Innenraum betauchbar. Der Mittelteil ist außer den noch vorhandenen Bänken der Fallschirmspringer leer. Das Cockpit ist in zwei Bereiche unterteilt. Im hinteren Teil befindet sich der Raum für den Navigator, vorne das eigentliche Cockpit mit den zwei Sitzen. Im Cockpit ist es so eng, dass ein Taucher nur rückwärts wieder heraus schwimmen kann. Im Heck ist ein weiterer Raum, der ebenfalls betaucht werden kann. Hier befand sich früher einmal eine Toilette und Stauraum für Zubehör.

## Tauchplatz
Der Tauchplatz hat den Namen Fener Kulesi oder Leuchtturm/Dakota und befindet sich etwas südlich vom Leuchtturm Kaş. Er ist nur mit einem Boot zu erreichen. Die Umgebung des Wracks ist durch sandigen Untergrund geprägt, durch die geschützte Lage gibt es hier keine Wellen und keine Strömungen, dafür ist die Sichtweite oft eingeschränkt. Das Wrack zieht viele Fische an, es ist mäßig bewachsen. Der Tauchplatz ist auch für Tauchanfänger gut geeignet. Nördlich des Wracks befinden sich Überreste einer ehemaligen Aquakultur auf dem Meeresgrund. Ein Riff befindet sich auf der Küstenseite.

## C-47 Wrack in Bodrum
Ein weiteres C-47-Wrack der türkischen Luftwaffe wurde am  1. Juli 2008 bei Bodrum versenkt. Das Wrack lag zuerst zwischen 12 und 27 Metern Wassertiefe, ist aber durch Seegang den Hang herunter gerutscht und befindet sich heute in einer Tiefe von 25 bis 30 Metern. Beim Abrutschen wurde es stark beschädigt.